# 索恩河畔圣洛朗
索恩河畔圣洛朗（法語：Saint-Laurent-sur-Saône，法語發音：[sɛ̃ loʁɑ̃ syʁ son]）是法国安省布雷斯地区布尔格区的一个市镇，位于该省西部，索恩河左岸，和索恩-卢瓦尔省的省会马孔隔河相望。

## 地理
索恩河畔圣洛朗（46°18'19"N, 4°50'22"E）面积0.53 平方千米，位于法国奥弗涅-罗讷-阿尔卑斯大区安省，该省份为法国东部省份，北起汝拉省，西北接索恩-卢瓦尔省，西接罗讷省和里昂大都会，南至伊泽尔省，东与萨瓦省、上萨瓦省和瑞士接壤。
与索恩河畔圣洛朗接壤的市镇（或旧市镇、城区）包括：克罗泰、格列日、勒普隆日、马孔。

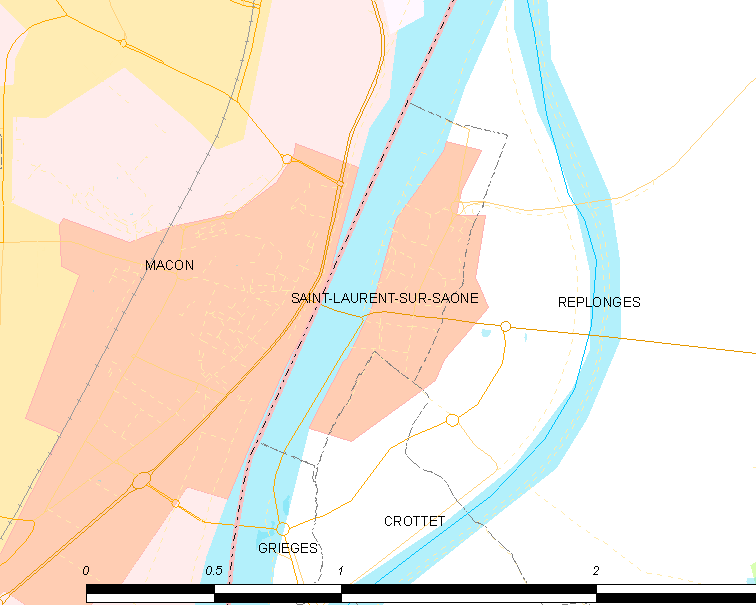
索恩河畔圣洛朗的OSM定位图

索恩河畔圣洛朗的时区为UTC+01:00、UTC+02:00（夏令时）。

## 行政
索恩河畔圣洛朗的邮政编码为01750，INSEE市镇编码为01370。

## 政治
索恩河畔圣洛朗所属的省级选区为沃纳县。

## 人口

1962-2008年间索恩河畔圣洛朗人口变化图示

索恩河畔圣洛朗于2022年1月1日时的人口数量为1735人。